# Hati (satelit)
Hati /'ha.ti/ sau Saturn XLIII este un satelit natural al lui Saturn. Descoperirea sa a fost anunțată de Scott S. Sheppard⁠(d), David C. Jewitt⁠(d), Jan Kleyna⁠(d) și Brian G. Marsden pe 4 mai 2005, din observațiile efectuate între 12 decembrie 2004 și 11 martie 2005.
Hati are aproximativ 6 kilometri în diametru și îl orbitează pe Saturn la o distanță medie de 20.303 Mm în 1080 de zile, la o înclinație de 163° față de ecliptică (165° față de ecuatorul lui Saturn), într-o direcție retrogradă și cu o excentricitate de 0,291. În martie 2013, perioada de rotație sinodică a fost măsurată de Cassini la aproximativ 545±004 ore. Aceasta este cea mai rapidă rotație cunoscută a tuturor sateliților lui Saturn. 
A fost numit în aprilie 2007 după Hati, un lup uriaș din mitologia nordică, fiul lui Fenrisúlfr și fratele geamăn al lui Sköll.